# Baluga (koło Ljubićski)
Baluga (cyr. Балуга) – wieś w Serbii, w okręgu morawickim, w mieście Čačak. W 2011 roku liczyła 415 mieszkańców.